# ケイガイ
ケイガイ（荊芥、学名：Schizonepeta tenuifolia）とはシソ科の一年草。（シノニムNepeta japonica）。薬用植物。

## 特徴
中国原産の草本で花期は初夏から夏。
花穂は発汗、解熱、鎮痛、止血作用などがあり、日本薬局方に生薬「荊芥（ケイガイ）」として収録されている。荊芥連翹湯（けいがいれんぎょうとう）、十味敗毒湯（じゅうみはいどくとう）などの漢方方剤に配合される。「アリタソウ」という別名がある。ただし、本種はシソ科であり、アカザ科のアリタソウとは全く別の物である。